# Приволье (Окуловский район)
Приволье — деревня в Окуловском муниципальном районе Новгородской области, относится к Боровёнковскому сельскому поселению.

## Географическое положение
Деревня расположена на Валдайской возвышенности, в 28 км к северо-западу от Окуловки (73 км по автомобильной дороге), до административного центра сельского поселения — посёлка Боровёнка 17 км (43 км по автомобильной дороге).
Деревня Приволье находится между деревнями Песчанка (в 1,5 км севернее) и Мельница (в 2 км южнее).

## История
В 1963 году указом Президиума Верховного Совета РСФСР деревня Крест переименована в деревню Приволье Окуловского сельского района.
До 2005 года деревня входила в число населённых пунктов подчинённых администрации Висленеостровского сельсовета.

## Население
| 2010 |
| ---- |
| 0    |

## Транспорт
Ближайшая железнодорожная станция расположена в Торбино. Неподалёку от деревни — в Песчанке проходит автомобильная дорога из посёлка Торбино через Висленев Остров в Любытино.